# Niedergörsdorf
Niedergörsdorf é um município da Alemanha, situado no distrito de Teltow-Fläming, no estado de Brandemburgo. Tem 204,67 km² de área, e sua população em 2019 foi estimada em 6.209 habitantes.